# Frontera entre China y Mongolia
La frontera entre China y Mongolia es el lindero que separa los países de la República Popular China y Mongolia. Tiene 4677 km de longitud.

## Historia

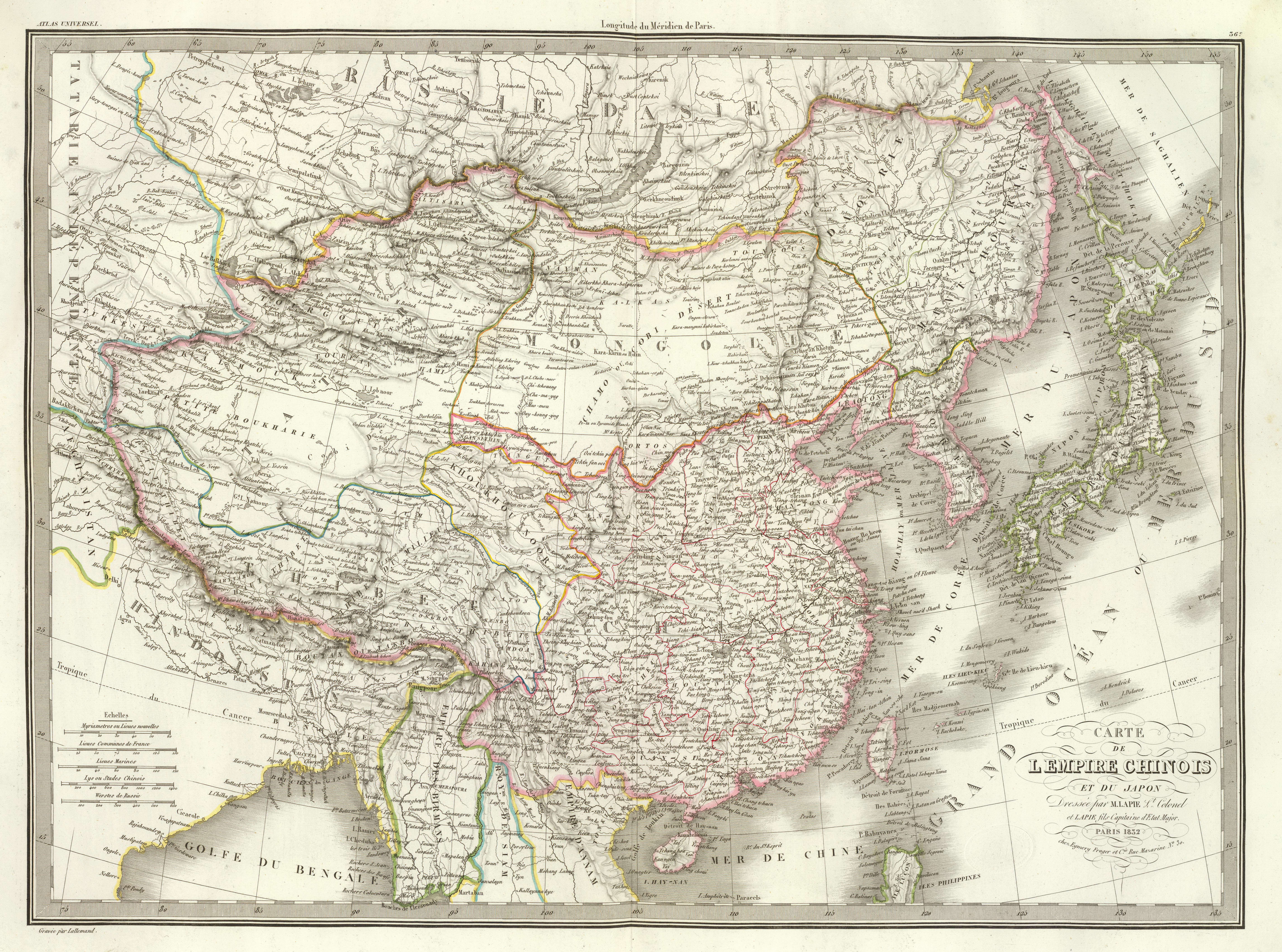
Mongolia incorporada en China

La frontera se creó en 1912 cuando una parte de las tierras mongolas proclamó su independencia de China y formó el Kanato de Mongolia; más tarde, en 1915 se firmó el Tratado de Kyakhta donde el Janato fue proclamado una parte autónoma de China.
En 1945 se organizó en Mongolia un referéndum que confirmó la independencia de Mongolia.

## Geografía
El principio de la frontera se encuentra a tan solo 55 km desde la frontera entre Kazajistán y Rusia. La frontera empieza con el trifinio Mongolia - Rusia - China y luego cruza el Macizo de Altái y el desierto Gobi. Termina también con el trifinio Mongolia - Rusia - China.

### Entidades fronterizas

#### China
Las siguientes son las provincias (en chino: 省 shěng) y las regiones autónomas (chino tradicional: 自治區, chino simplificado: 自治区 zīzhìqù) de la República Popular China que tienen frontera con Mongolia:
- Región Autónoma Uigur de Sinkiang,
- Provincia de Gansu,
- Región Autónoma de Mongolia Interior.

#### Mongolia
Las siguientes son las provincias de Mongolia (en mongol: аймаг aimag; singular) que tienen frontera con China:
- Bayan-Ölgiy,
- Hovd,
- Govi-Altay,
- Bayanhongor,
- Ömnögovi,
- Dornogovi,
- Sühbaatar,
- Dornod.